# Nikolaus Stanec
Nikolaus Stanec (Viena, 29 d'abril de 1968) és un jugador d'escacs austríac, que té el títol de Gran Mestre Internacional des de 2003.
A la llista d'Elo de la FIDE del setembre de 2020, hi tenia un Elo de 2494 punts, cosa que en feia el jugador número 4 (en actiu) d'Àustria. El seu màxim Elo va ser de 2588 punts, a la llista d'octubre de 2005 (posició 243 al rànquing mundial).
Ha guanyat el campionat d'Àustria d'escacs en 10 ocasions, els anys 1995, 1996, 1997, 1998, 1999, 2000, 2002, 2003, 2004 i 2005.
Stanec ha participat, representant Àustria, en dues Olimpíades d'escacs en els anys 1994 i 1996, amb un resultat de (+9 =12 –4), per un 60,0% de la puntuació. El seu millor resultat el va fer a les Olimpíada del 1996 en puntuar 8½ de 14 (+5 =7 -2), amb el 60,7% de la puntuació, amb una performance de 2493.